# Carmine Crocco
Carmine Crocco, numit și Donatello sau Donatelli, (n. 5 iunie 1830, Rionero in Vulture, Basilicata, Italia – d. 18 iunie 1905, Portoferraio, Toscana, Italia) a fost un jefuitor italian, printre cei mai cunoscuți și reprezentanți din perioada unificării Italiei. Era șeful necontestat al bandelor Vulturului, chiar daca acționau sub controlul său și unele bande din Irpinia si Capitanata.
În câțiva ani, din muncitor umil devine comandantul unei armate de două mii de oameni, iar armata sa a făcut din Basilicata centrul revoltei împotriva dinastiei Savoia4. La început a fost un militar pentru Bourbon,  dezertează și se ascunde. 
După aceea luptă alături de  Giuseppe Garibaldi, apoi cu rezistența bourbonică, iar la urmă pentru el însuși, ieșind în evidență față de alți jefuitori din acea vreme datorită unei tactici de război clară și ordinată și acțiuni de gherilă imprevizibile, calitați ce au fost îmbunătățite chiar de militarii dinastiei Savoia. 5
Având 1,75 m, dotat de un fizic robust și o inteligență ieșită din comun6, a fost unul din cei mai temuți și căutați haiduci al perioadei post-unificare, câstigand porecle pregum „Generalul Jefuitorilor”7, „Generalissimo”8, „Napoleon al Jefuitorilor”9, iar capturarea sa avea o recompensă de 20.000 lire. 10
A fost arestat, condamnat la moarte, iar apoi la închisoare pe viață în închisoarea din Portoferraio. În timpul detenției, și-a scris amintirile, ce au înconjurat regatul și au devenit subiect de discuție pentru sociologi și lingviști.11 Deși o parte a istoriografiei secolului al XIX-lea și începutul secolului al XX-lea l-a considerat mai mult un hoț și un asasin12, începând cu a doua jumătate a secolului XX a început sa fie reevaluat ca un erou popular, mai ales de unii autori ai tezei revizioniste,13 chiar dacă rămâne până astăzi o persoană controversată.

## Biografie

### Copilăria
Se naște la Rionero in Vulture, în acea perioadă oraș al Regatului celor Două Sicilii ce avea aproximativ 10000 de locuitori. Contrar părerilor unor numeroase surse bibliografice, certificatul de naștere din arhiva Stăarii Civile din Rionero atestă că numele său era Crocco.14 Potrivit unui manuscris de Gennaro Fortunato, unchi al meridionalistului Giustino, porecla Donatello (sau Donatelli) aparținea bunicului său din partea tatălui, Donato Crocco.15
Tatăl său Francesco era păstor la familia nobilă Don Nicola Santangelo din Venosa, iar mama sa, Maria Gerarda Santomauro,16 era o casnică ce cultiva un mic câmp în Rionero. Despre primele perioade ale vieții lui aflăm din amintirile lui. Al doilea copil din cinci copii (trei frați: Donato, Antonio și Marco; o soră: Rosina), a avut o copilărie liniștită, chiar dacă condițiile familiale au fost sărace și lucrau din greu pentru a trăi. Crește cu poveștile unchiului său Martino, fost sergent major al artileriei napoleoniene care a pierdut piciorul stâng din cauza unei ghiulele în asediul din Zaragoza (în timpul Războiului Spaniol de Independență) și de la care a învățat sa citească și să scrie. 
În 1836, încă copilo, în timpul unei dimineți de aprilie, vede intrând în casa sa un ogar care atacă un iepure, l-a tras afară și l-a rupt. Fratele său Donato omorî câinele cu o bâtă. Din nefericire pentru el, câinele aparținea unui moșier de acolo, un anumit Don Vincenzo, care, găsind animalul mort lângă casa lui Crocco, lovipe Donato cu un bici.
Mama, însărcinată în luna a cincea, s-a interpus între moșier și fiul ei, primind de la agresor o lovitură puternică în burtă ce a constrânso la o lungă convalescentă la pat și, pentru a putea rămâne în viață, a fost obligată să avorteze. După câteva zile moșierul se prezentă la un judecător și acuză tatăl, care, aflând ce s-a întâmplat, ar fi încercat să-l omoare cu o armă de foc. Polițiștii s-au dus imediat la Venosa și l-au dus pe Francesco  în  închisoarea din Potenza. S-a descoperit de abia după doi ani și jumătate că nu a fost tatăl său cel care a încercat să-l omoare, ci un bătrân din oraș, care recunoaște fapta pe patul de moarte.17 Mama, încă îndurerată de pierderea unui copil nenăscut, intră în depresie după condamnarea soțului și e închisă într-un spital de nebuni. Pentru a putea întreține familia, copiii au fost încredințați unor rude, iar puținele lor posesiuni au fost vândute. 

### Adolescența
Având tatăl în pușcărie și mama cu grave probleme de sănătate, tânărul Crocco, împreună cu fratele său Donato, au mers să lucreze ca păstori în Puglia; din când în când se întoarce în orașul natal, dar mama sa , din ce în ce mai mult afectată de probleme psihice, nu-l mai recunoște și moare nu după mult timp în spitalul de nebuni. În 1845, la vârsta de cincisprezece ani, salvează viața unui nobil din zonă, Don Giovanni Aquilecchia din Atella, care încerca să traverseze Ofantul înot. Drept recompensă Aquilecchia îi oferă 50 de ducați lui Crocco, care îi folosește pentru a se întoarce în Rionero după perioada de lucru în Puglia; și își scoate tatăl din închisoare cu ajutorul cumnatului său Don Pietro Ginistrelli, un om important și influent. 
Întors acasă, tatăl său era bătrân si bolnav; Crocco a trebuit să-și asume rolul de a menține familia, începând să lucreze ca țăran la ferma lui Don Biagio Lovaglio. Într-o dimineață din mai 1847, îl cunoaște pe Don Ferdinando, fiul domnului Vincenzo, cel care agresă familia sa. Don Ferdinando pare diferit față de tatăl său și se purtă frumos cu el, fiind abătut de răul făcut de tatăl său familiei lui Crocco.
A oferit tânărului Crocco un loc de muncă ca director a unei ferme, însă el a preferat să ia cu chirie trei movile de pământ, cu care spera să câștige 200 scuți care i-ar fi permis sa evite serviciul militar. 18 (sub Regatul celor Două Sicilii putea fi evitat în urma plății unei sume vistieriei statului). Don Ferdinando a promis că va contribui la suma necesară când va fi chemat, dar acordul a fost dejucat când moșierul s-a unit revoluționarilor napolitani și a fost ucis de soldații elvețieni la Napoli în 15 mai 1848. 19
Astfel Crocco s-a înrolat în armata lui Ferdinand al II-lea, în primul regiment al artileriei, întâi în garnizoana din Palermo iar apoi din Gaeta cu gradul de caporal. Experiența militară a durat aproximativ patru ani și Crocco dezertă după ce a ucis un tovarăș de arme într-un duel rustic; circumstanțele nu sunt clare, se crede din cauza unei rivalități în dragoste 20 sau pentru că a fost acuzat greșit de furt de către victimă.21 Totuși, serviciul militar a fost una din experiențele ce vor forma organizarea și strategia lui de război. 22

### Fuga
Cu plecarea sa, rolul de a menține familia a căzut asupra sorei lui, Rosina care încă nu împlinise optsprezece ani. Rosina, rămasă acasă să lucreze , a primit propuneri continue din partea unui bărbat îndrăgostit de ea, Don Peppino Carli. Tânăra, dezinteresată, îl tratează cu indiferență, iar el, nesuportând refuzurile continue, a început să o defăimeze; iar apoi a angajat o prostituată ca să o abordeze. Rosina șocată taie cu o lamă fața prostituatei și fuge la rude pentru a cere ajutor și protecție. 23 Crocco află ce s-a întâmplat și , nervos, vrea să-i apere onoarea.
Știind obiceiurile Donului Peppino , care frecventa des seara o asociație de jocuri de noroc, așteptă în fața casei întoarcerea moșierului. Când acesta ajunge acasă îi cere explicații în legătură cu comportamentul său față de sora lui, numindu-l „ticălos”. Don Peppino nu toleră adjectivul și îl lovește cu biciul peste față. Prins de mânie, Crocco scoate un cuțit și îl omoară. 24 După ce a comis crima a fost constrâns să fugă și să abandoneze serviciul militar, gasind refugiu în pădurea din  Forenza, loc în care era ușor să găsești persoane cu probleme judiciare.
Suspectând că jefuitorul, cu povestea delictului din onoare, ar fi vrut să găsească o justificare morală a vieții sale de răufăcător, căpitanul Eugenio Massa, care colaboră la realizarea autobiografiei lui Crocco, a condus cercetări amănunțite patruzeci de ani mai târziu. Cu ajutorul medicului  Basilide Del Zio, Massa reușește să demonstreze că în Rionero, în anii '50 al secolului al XIX-lea, n-a avut loc nici o crimă în circumstanțele descrise de Crocco.25 În biografia jefuitorului,  Basilide Del Zio confirmă versiunea lui Massa, susținând că povestea lui Crocco e neîntemeiată. 26 Cu toate acestea, povestea crimei din onoare a fost luată în serios, conform istoricului  Ettore Cinnella pentru că pentru mult timp a fost întocmită pe tipăriri succesive a autobiografiei lui Crocco, fără notele și simțul critic al lui Massa din prima ediție. În această perioadă Crocco a început să aibă primele legături cu alți răufăcători, constituind o bandă armată ce trăia din jafuri și hoții. A fost arestat și închis în detențiune grea în Brindisi în data de 13 octombrie 1855, primind o condamnare la 19 ani de închisoare. În 13 decembrie 1859 reușește să evadeze, ascunzându-se în pădurile din Monticchio și Lagopesole.

### Mișcări liberale
După ce a evadat din închisoare, Crocco află că Camillo Boldoni, membru al comitatului insurecțional lucan, ar fi grațiat soldații dezertori dacă ar susține campania militară al lui Giuseppe Garibaldiîmpotriva Casei de Bourbon (Expediția celor O Mie), pentru a unifica Italia. Crocco, sperând  într-o amnistie pentru crimele sale, aderează la mișcările liberale din 1860 și se unește insurgenților lucani și armatei garibaldine (17 august 1860)27 urmându-l pe Garibaldi până la intrarea în Napoli.
Se luptă ca plutonier în Santa Maria Capua Verde 27, iar apoi în celebra bătălie din Volturno. 28 Conform mărturiilor revoluționarilor acelui timp, Crocco și-a îndeplinit sarcinile cu zel și atașament față de mișcarea națională. 29 Se întoarse acasă victorios și, convins că va obține ce îi fusese promis, se duce în Potenza la judecătorul Giacinto Albini, care îl asigură că amnistia îi va fi acordată. De fapt lucrurile au decurs în direcția opusă: Crocco nu a fost grațiat și a fost emis un mandat de arestare. 17
Condamna sa a fost agravată din cauza răpirii lui Michele Anastasia, căpitan al Gărzii Naționale din Ripacandida, cu ajutorul lui Vincenzo Mastronardi care a avut loc înainte de mișcările unificării din august. Crocco a încercat să fugă, însă este prins la Cerignola și închis din nou.

### Pregătirile reacționarilor
Între timp poporul lucan, lovit de sărăcie și de creșterea prețurilor neobținând nici un beneficiu prin schimbarea politică, în timp ce clasa burgheză (înainte loială Casei de Bourbon) și-a conservat privilegiile după ce au susținut unificarea a început o revoltă împotriva noului Stat italian.31    Au contribuit la creșterea nemulțumirii oamenilor de rând și lipsa redistribuirii pământului (care a rămas în posesia baronilor), povara taxelor, serviciul militar obligatoriu, împușcarea celor ce refuzau serviciul militar (de multe ori doar suspecți) fără posibilitatea de a se justifica 32 și un regim al poliției ce pedepsea chiar și opiniile persoanelor ( o femeie din Melfi, Maria Teresa Capogrossi, în timp ce spăla hainele cu alte spălătorese a fost arestată pentru că l-a lăudat pe Francesco II defăimând noul guvern.)33 În multe centre din provincie s-au iscat rebeliuni țărănești pentru a cere subdivizia proprietății de stat, dar au fost reprimate și catalogate de către Guvernul Prodictatorial Lucan drept "reacționari și antiliberali".34
Membrii comitetelor filobourbonice, cu scopul de a restabili vechiul regim exploatând furia poporului, au căutat o persoană capabilă să conducă revolta. Crocco, deținut în închisoarea din  Cerignola, a fost ajutat să evadeze înainte de a fi transferat în detențiune grea în Brindisi de către o familie importantă , Fortunato, rude cu meridionalistul Giustino. 35 Iritat de promisiunile încălcate ale liberalilor a devenit șeful insurecției legitimiste împotriva Statului italian unificat, fiind ajutat cu oameni, bani și arme. Crocco, deși nu a fost un susținător al Casei de Bourbon, era dispus să facă orice pentru a-și răscumpăra trecutul.36. A decis să treacă de partea lui Francesco II, ultimul rege al Regatului celor Două Sicilii, de la care era "sigur că va obține glorie și câștiguri". 37
În jurul lui Crocco s-au adunat mulți rebeli, majoritatea persoane simple împinse de foame și nedreptăți sociale, cu speranța că o schimbare de guvern le-ar putea îmbunătăți existența. 38 Cu ajutorul unei părți al clerului local, 39 și a unor familii puternice legate de Casa de Bourbon precum Fortunato și Aquilecchia din Melfi, Crocco a comandat aproximativ două mii de oameni, majoritatea persoane fără proprietăți și dezamăgite de noul guvern italian, precum și foști militari al regimului bourbonic, veterani ai armatei meridionale desființată și simplii bandiți. La conducerea unei armate puternice, având locotenenți ca : Ninco Nanco, Giuseppe Caruso,  Caporal Teodoro și Giovanni "Coppa" Fortunato, Crocco a pornit la atac sub steagul bourbonic, răsturnând câteva zone din sud și constituind un pericol pentru tânărul stat italian. 

### În serviciul lui Francesco II
În perioada Paștelui din 1861, Crocco a ocupat zona Vulture în zece zile. În fiecare teritoriu cucerit, declara decăzută autoritatea Casei de Savoia, instituia o juntă provizorie, ordina expunerea stemelor și frizelor lui Francesco II și intonau ''Te Deum''. Conform cronicilor vremii, asediile armatei lui Crocco au fost sângeroase și inumane: burghezii erau șantajați, răpiți sau uciși de Crocco însuși sau de oamenii săi, iar proprietățile lor erau jefuite. De cele mai multe ori însă erau primiți cu brațele deschise și ajutați de către clasa muncitoare. 40 Del Zio a admis că jefuitorul avea "adepți în fiecare sat, era teroarea comercianților" și a "marilor proprietari sau responsabili de ferme extinse, cărora le ajungea un simplu bilet din partea lui Crocco cerând bani, arme sau cazare pentru a-i teroriza".41
În 7 aprilie a ocupat Lagopesole (transformând castelul într-o fortăreață, iar în ziua următoare Ripacandida, unde a învins garnizoana locală a Gărzii Naționale Italiană și l-a ucis pe Anastasia, cel care l-a denunțat pentru răpirea sa.42 În 10 aprilie jefuitorii intră în Venosa și o jefuiesc, alungând militarii din Garda Națională și burghezii care se refugiază în castel. Poporul entuziasmat le arată casele nobililor. În timpul ocupării Venosei, este asasinat Francesco Saveri Nitti, iar casa sa a fost percheziționată. 43 A urmat Lavello, unde Crocco a instituit un tribunal pentru a judeca 27 de liberali, cuferele municipale au fost golite de 7.000 de ducați, 6.500 din ei au fost dăruiți poporului.44 După Lavello a urmat Melfi (15 aprilie) unde Crocco a fost primit triumfător (chiar dacă pentru unii a fost o amintire neplăcută datorită uciderii și mutilării preotului Pasquale Ruggiero). 45
Cu venirea întăririlor din Potenza, Bari și Foggia, Crocco a fost obligat să abandoneze Melfi și s-a îndreptat spre Avellino, ocupând pentru câteva zile sate ca : Monteverde, Aquilonia (pe atunci numită "Carbonara"), Calitri, Conza și Sant'Angelo dei Lombardi. 4647 În 16 aprilie a încercat să ocupe Rionero, satul natal, dar a fost respins de membrii partidului democrat conduși de familiile Brienza, Grieco și D'Andrea care au adunat împotriva lui Crocco micii proprietari, iar după nu mult timp au denunțat autorităților drept complice48 familia Fortunato, inclusiv pe Giustino capul guvernului bourbonic după suprimarea revoltei din 1848. 49 După încă o înfrângere lângă San Fele, în 10 august a obținut o victorie la  Ruvo del Monte cu ajutorul poporului, ucigând zece nobili și abandonează orașul presat de armata Majorului Guardi.
La sosirea trupelor unitare, comunitatea din Ruvo a fost pedepsită pentru colaborarea cu invadatorii, mulți locuitori au fost împușcați. Guardi a ordinat primarului să-i dea cota sa , iar la refuzul acestuia pe motivul jefuirii cuferelor municipale, a fost arestat împreună cu alți reprezentanți ai cetățenilor pentru atentat la siguranța statului și complicitate la jaf.50 Crocco s-a oprit la Toppacivita, lângă Calitri, și în 14 august a fost atacat de către soldații regali câștigând lupta. Probabil din cauza nesiguranței sale într-o victorie definitivă și lipsa întăririlor promise de comitetele filobourbonice, 51 a decis să desființeze trupele, vrând să trateze cu noul guvern. Baronul piemontez Giulio de Rolland, numit nou guvernator al Basilicatei în locul lui Giacomo Racioppi, era dispus să negocieze cu el și îl anunță pe generalul Enrico Cialdini, locotenent al regelui din Napoli, de tratativele cu jefuitorul. Cialdini îi transmite că "vor fi recompensați cei care vor oferi servicii, însă nu grațiază pe nimeni: aceasta e datoria unui suveran".52

### Întâlnirea cu Borjes

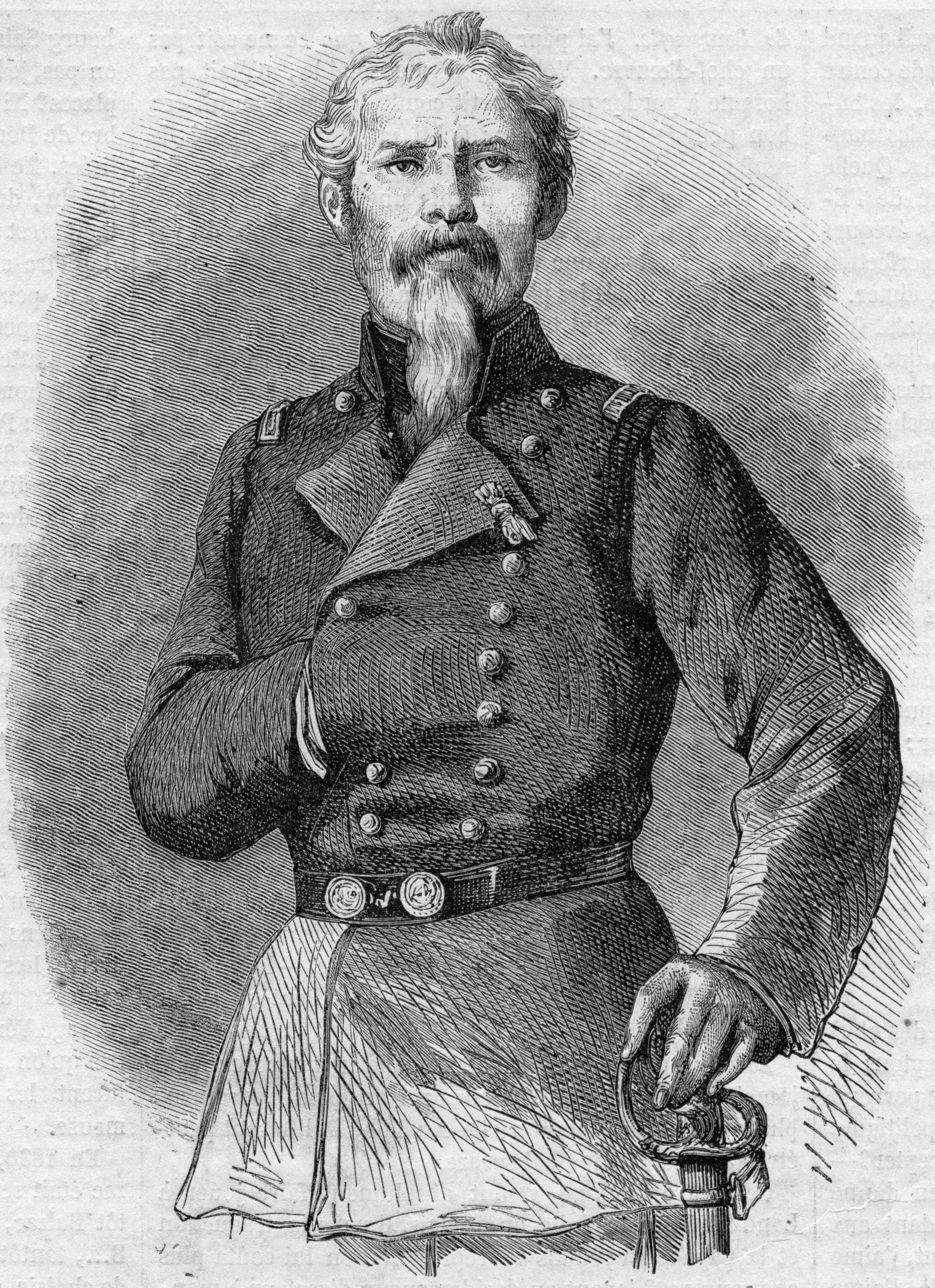
José Borjes

Crocco s-a răzgândit când guvernul bourbonic exilat părea că trimite în sfârșit ajutoare. În 22 octombrie 1861, din ordinul generalului bourbonic Tommaso Clary, a fost trimis generalul catalan Josè Borjes, veteran al războaielor carliste. Borjes află de victoriile lui Crocco și se întâlnește cu el în pădurea din Lagopesole. Generalul, nereușind să animeze revoltele în Calabria, spera să găsească un ajutor valabil pentru a câștiga pe teritoriul lucan. 
Borjes a vrut să transforme banda sa într-o armată adoptând disciplina și tacticile militare, de asemenea a programat să constrângă orașele mici, să le dea noi legi guvernative și să înroleze noi recluți pentru a cuceri  Potenza. Crocco era neîncrezător: l-a găsit pe general doar cu 17 oameni și nu avea încredere în el de la început, crezând că vrea să-i fure conducerea teritoriilor obținute. 53 De asemenea nu era de acord cu strategia militară a acestuia, considerând inutile atacurile orașelor ,convins că unica lor alternativă era o gherilă împotriva nobililor care au aderat la noul guvern. 54 Crocco, văzând în Borjes un expert de război, a acceptat alianța, dar relația lor nu a fost armonioasă.
Între timp ajunge din Potenza francezul Augustin De Langlais55 care se prezintă drept agent legitimist al Casei de Bourbon. De Langlais, personaj ambiguu despre care Borjes spunea în jurnalul său : "se preface general și se comportă ca un imbecil", 56 participă la multe raiduri alături de Crocco și a fost coordonatorul principal al mișcărilor trupelor. 

### A doua campanie
După ce a plecat din Lagopesole, Crocco a pus pe jar sate întregi, unde s-au înregistrat episoade atât de violente că l-au șocat și pe Borjes, 57 deși putea conta aproape oricând pe ajutorul poporului. A ajuns pe malurile Basentului, unde a reușit să recruteze noi luptători și a ocupat Trivigno, fugărind gărzile naționale. Giacomo Racciopi, fost guvernator din Basilicata, a spus despre invazie: "poporul se alătură hoților, orașul e în flăcări și jafuri; cetățenii educați fug sau se ascund sau mor cu armele în mâini".58 Crocco a ocupat și alte orașe precum Calciano, Garaguso, Salandra, Craco și Aliano.
În zece noiembrie a obținut o victorie netă împotriva unui grup de bersaglieri și gărzi naționale în bătălia de la Acinello, una din cele mai importante bătălii a banditismului postunitar. 59 După ce a cucerit alte centre precum Grassano, Guardia Perticara, San Chirico Raparo și Vaglio 60, Crocco a ajuns lângă Potenza în 16 noiembrie, dar , din cauza unor divergențe diplomatice cu Borjes, s-a îndreptat spre Pietragalla în schimb. În 19 noiembrie a încercat să intre în Avigliano, orașul natal al lui Ninco Nanco, dar țăranii și meșteșugarii s-au alăturat burgheziei, respingând bandiții. 61
În 22 noiembrie, a ocupat Bella și alte orașe precum Balvano, Ricigliano și Castelgrande, dar au fost învinși la Pescopagano, lăsând în urmă 150 de bandiți morți sau răniți.62 Terminând resursele necesare luptelor, Crocco a ordinat oamenilor săi să se retragă spre pădurile din Monticchio. A decis să rupă legăturile cu Borjes deoarece nu era sigur de victorie și nu mai credea în promisiunile guvernului bourbonic. 63 Generalul catalan, zăpăcit de schimbarea lui Crocco, s-a dus la Roma pentru a raporta regelui în speranța că va obține noi voluntari pentru a continua aventura. 
Pe drum Borjes a fost capturat de către soldații majorului Enrico Franchini și a fost împușcat în Tagliacozzo. Crocco a rămas cu De Langlais, care dispare fără nici o explicație nu după mult timp. Rămas singur Crocco întâmpină primele greutăți, deoarece câțiva oameni încep să nu-i mai asculte ordinele. 64 Orașele ocupate au fost recucerite,s-a reinstaurat autoritatea statului, jefuitorii și civilii acuzați (sau suspectați) de complicitate au fost arestați și împușcați fără proces. 65

### De la legitimist la bandit
După colaborarea cu Borjes, Crocco s-a întors la vechile obiceiuri: atacă călătorii, fură, șantajează, răpește și omoară nobilii pentru a lua mii de ducați.64 Banditul a început să prefere gherila bătăliilor in câmp deschis, împărțind armata în mici bande ce se reuneau în cazul unei lupte mai mari. Această tactică a format bande mai agile și evazive, avantajate de teritoriul păduros și etanș, cauzând multe probleme Armatei Regale. 66 Deși făra mari speranțe, bourbonii nu-l abandonează pe Crocco, văzând insurecțiile republicane și expediția lui Garibaldi spre statul papal drept circumstanțe favorabile pentru a perturba atenția guvernului.67
Raidurile sale s-au extins până la Avellino, Campobasso, Foggia, Bari, Lecce, Ginosa, Castellaneta și a colaborat și cu alți bandiți ca Angelantonio Masini și  Sergente Romano.  Sergente Romano i-a propus să-și unească trupele, să meargă la Brindisi, să ocupe Terra d'Otranto pentru bourboni, dar Crocco refuză.68 În fața aparentei invincibilitate a oamenilor lui Crocco, a intervenit Legiunea maghiară în ajutorul gărzilor naționale și a armatei.69
Luptele între bandiți și trupele italiene nu s-au oprit. Unul din episoadele cele mai brutale a avut loc în martie 1863, când trupele sale (inclusiv cele ale lui Ninco Nanco, Caruso, Caporal Teodoro, Coppa, Sacchetiello și Malacarne) au atacat 25 de călăreți din Saluzzo, conduși de căpitanul Giacomo Bianchi, veteran al războiului din Crimeea, ucigând aproximativ 20 de călăreți, inclusiv căpitanul. Exterminarea a avut loc ca răspuns la execuția unor bandiți lângă Rapolla de către aceiași călăreți. În toamna aceluiași an, Crocco împins de presiunea tot mai mare a directorului coaliției și de pierderea treptată a susținerii poporului, a avut o scurtă revenire la legitimism. A difuzat o invitație la revoltă, încercând să exploateze sentimentele religioase ale populației, în care părea să ofere o alianță cu forțele revoluționare antiregaliste:70
|  | Ce așteptăm? Încă nu se mișcă cerul, pământul nu tremură, nu se revarsă marea în fața infamiilor comise zilnic de uzurpatorul piemontez? Afară cu trădătorii, afară cu cerșetorii, trăiască frumosul regat napolitan cu al său suveran religios, trăiască vicarul lui Hristos Pio IX și frații noștri înflăcărați republicani 71,72,73 |

### Declinul
Între timp, generalul Fontana, căpitanii Borgognini și Corona au organizat negocieri cu hoții. În 8 septembrie, Crocco, Caruso, Cupa și Ninco Nanco s-au prezentat din proprie inițiativă și au fost găzduiți într-o casă de țară aproape de Rionero. n timpul unui banchet, Crocco a asigurat că va conduce cei 250 de oameni ai săi să se predea, cerând pentru aceștia un permis de liberă trecere, apoi a mers la Lagopesole, în conformitate cu rapoartele locale, strigând "Trăiască Vittorio Emanuele" și fluturând un steag.74 De fapt,banditul, probabil sceptic în fața promisiunilor Guvernului regal sau, potrivit unor zvonuri, convins de nobilii realiști să fie precaut pentru a evita o posibilă execuție,75 nu s-a mai întors, iar acordul cade.76
Dintr-o data, Caruso, până atunci unul dintre cele mai bune gărzi ale sale, a intrat în contrast cu el și a plecat din trupă. Între timp, generalul Franzini, care a fost responsabil de combaterea banditismului în Melfi, a fost înlocuit din motive de sănătate de către generalul Emilio Pallavicini, ce comanda zona militară din Spinazzola (Pallavicini, militar de multă vreme, era deja cunoscut pentru că l- blocat pe Garibaldi în Aspromonte în timp ce încerca să ajungă la Statele Papale). Caruso se predă generalului Fontana în 14 septembrie 1863 în Rionero, pregătind represalii împotriva lui Crocco și foștilor săi aliați. Chiar și nobilii care au promovat reacția, intuind sfârșitul inexorabil al acesteia, au început să se distanțeze de Crocco, dezvaluind în mod egoist sentimente liberale, au cerut măsuri eficiente în lupta împotriva banditism.77
Încredințat lui Pallavicini, Caruso a dezvăluit planurile și ascunzătorile organizației sale, conducând trupele regale prin zona Melfi și a obținut de la vechii săi complici informații exacte și sigure, pe care trupele statale nu le-ar fi putut afla în alt mod. Pe de altă parte, Pallavicini a arestat toate rudele hoților, a ordonat stricta supraveghere a penitenciarelor și a caselor suspecte 78 și a deghizat grupuri de soldați în tâlhari; datorită acestor măsuri a crescut numărul de bătălii în favoarea armatei regale, iar bandele au slăbit treptat.79 Bandiții prinși, în loc de a fi judecați de către un tribunal militar, au fost împușcați pe loc.80

### Arestul
Cu plecarea lui Caruso, Crocco a fost nevoit să stea ascuns din cauza întăririlor masive ale gărzii naționale trimise de guvernul regal și controlului puternic al poliției asupra "complicilor" săi. Rămas doar cu câțiva adepți și înconjurat de cavaleria din Monferrato și din Lucca, a fost forțat să-și împartă trupa în grupuri mici amplasate în puncte strategice, cum ar fi pădurile din Venosa și Ripacandida; a petrecut lunile invernale fără a da știri despre el, revenind în prim-plan în aprilie, la conducerea unui mic grup de 15 bărbați.81 Chiar dacă era încolțit, el a dovedit că nu este o pradă ușoară, chiar și Pallavicini va recunoaște că el și Ninco Nanco, deși au fost "primii lideri care au avut un renume trist" , aveau cu toate acestea "calități militare adevărate" și au fost "foarte abili în războiul de gherilă".82
Trupele lui Pallavicini l-au surprins în Ofanto și au decimat echipa sa în 25 iulie 1864. Reușind să scape, el a fost în mod constant urmărit de trăgători de elită regale conduși de Caruso, care, cu toate acestea, nu au fost niciodată în măsură să-l prindă. În fața unei înfrângeri inevitabile, Crocco, sperând într-un ajutor din partea clerului, a traversat munții și pădurile, încercând mereu să evite orașele, și a ajuns cu unii dintre oamenii săi, în Statul Papal în 24 august 1864 să se întâlnească în Roma cu Pius IX, care a militat pentru cauza legitimistă. De fapt, hoțul a fost prins a doua zi de jandarmeria papei în Veroli, și a fost închis apoi în Roma. Toate aceste lucruri au stârnit în el o dezamăgire amară față de Papă, mai ales pentru că pe lângă faptul că a fost arestat, i-a fost confiscată o sumă mare de bani pe care o adusese cu el în Statul Papal.83
În 25 aprilie 1867, Crocco a fost transportat la Civitavecchia și îmbarcat într-un vapor al Poștei Imperiale franceze, cu destinația Marsilia, pentru a fi exilat apoi în Alger. Ajuns lângă Genova, guvernul italian a interceptat barca și s-a  considerat autorizat să-l aresteze, dar Napoleon III a cerut eliberarea, susținând că regatul italian nu a avut dreptul de a aresta pe cineva pe o navă al unui alt stat.84 După o scurtă perioadă de detenție la Paris, Crocco a fost trimis înapoi în Statul Papal în Paliano, și devenind un prizonier al statului italian după ocuparea Romei (1870), a fost adus la Avellino și în cele din urmă la Potenza. Faima sa a fost așa de mare încât, în timpul trecerii de la o închisoare la alta, mulți oameni s-au înghesuit să-l vadă în persoană.85

### Procesul
În timpul procesului desfășurat la Tribunalul Penal din Potenza, hoțul a fost acuzat de 67 de crime, șapte tentative de omor, 4  atacuri asupra ordinii publice , 5 rebeliuni, 20 de extorcări de fonduri, 15 incendii de case și silozuri cu o pierdere economică de mai mult de 1.200000 de lire.86 După 3 luni de proces, Curtea cu Jurați din Potenza l-a condamnat la moarte pe 11 septembrie 1872, cu acuza de numeroase infracțiuni, printre care și crima premeditată, formarea unei bande armate, răpirea de persoane, jaf și rebeliune împotriva poliției.
Dar condamna, prin Decretul regal din 13 septembrie 1874, a fost comutată în muncă silnică pe viață în condiții obscure, așa cum au fost condamnați și alți tâlhari cu acuzații similare. Potrivit lui Del Zio, motivele au fost politice și diplomatice, deoarece guvernul italian ar fi trebuit să se supună "voinței franceze".87
Francesco Guarini, avocatul lui Crocco, solicitând amânarea cauzei a spus: "Dacă Crocco a fost trimis la Marsilia, apoi exilat în Alger, a fost ca urmare a unor tranzacții diplomatice între Guvernul papal și guvernul francez, cu acordul guvernului italian".84 Crocco, în timpul interogatoriului, a afirmat că autoritățile papei nu puteau să-l lase să plece, deoarece guvernul italian le-ar fi acuzat în fața puterilor străine "de favoritism și de protecția bandiților. "86 După proces, hoțul a fost închis întâi la Santo Stefano și apoi la închisoarea din Portoferraio, în provincia Livorno, unde a petrecut restul vieții.

### Perioada de detenție

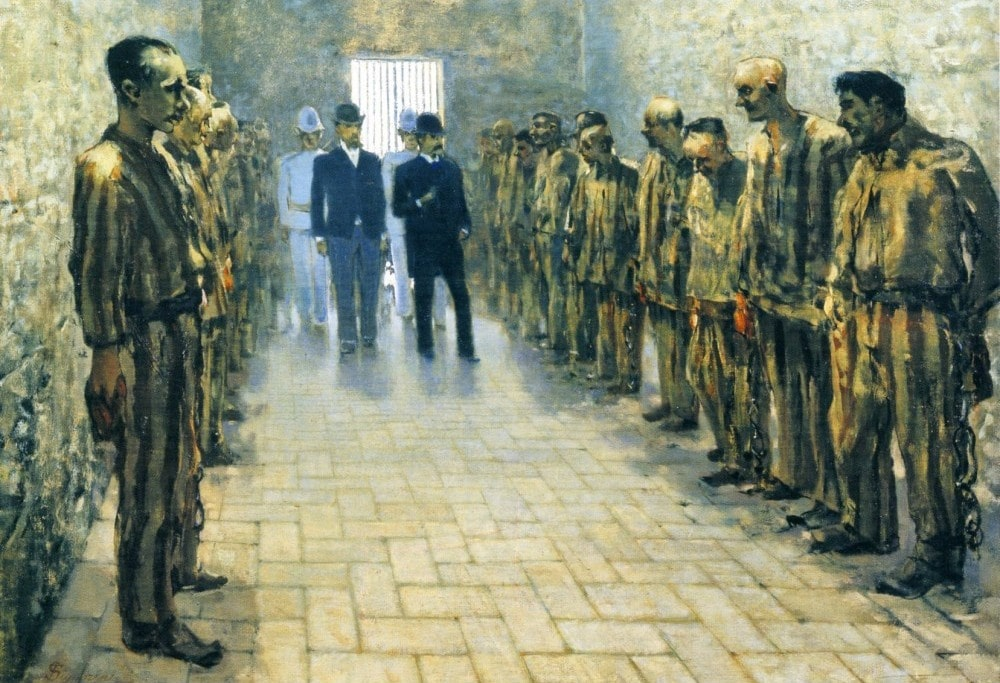
Portret de Crocco (primul din dreapta) în timpul detenției sale în Portoferraio

În timpul vieții sale de deținut, Crocco a menținut întotdeauna o atitudine calmă și disciplinată față de toată lumea, fiind respectat de către alți deținuți datorită numelui și trecutului său. Nu s-a alăturat protestelor și încăierărilor altor prizonieri, preferând să rămână pe margine și să ajute pe cei bolnavi.88 El a fost vizitat în închisoarea din anto Stefano de către Pasquale Penta care a rămas acolo timp de 10 luni.
Deși directorul garnizoanei a pregătit o notă în care a fost descris ca fiind " foarte serios , foarte periculos ", și că trebuie ținut " strict și continuu sub observație", Penta nu a găsit în el caracterul de "criminal înnăscut"; era " capabil într-adevăr de crime mari, dar și de generozitate și sentimente nobile , de fapte bune " și cauza carierei sale penale este , probabil " germenul de nebunie maternă "89 În timpul activității sale, conform lui Penta , a fost autorul a " o mie de infracțiuni . : jefuire de orașe , incendii , crime , mai ales ale celor care l-au trădat , șantaje", dar, în același timp , el a încercat să domolească " căpetenii de bandiți fără conștiință și a vorbit cu generali italieni ca de la egal la egal" , " impunea acestora să respecte femeile cinstite , căsătorite sau necăsătorite; să nu facă mai mult rău decât era necesar și să nu exagereze când trebuiau să se răzbune pe cineva: multor tinere care nu s-au măritat le-a dat bani ; pentru fermierii săraci a cumpărat turme și instrumente de lucru " .21
Și Vincenzo Nitti, fiul medicului ucis în Venosa, militar în Garda Națională și martor ocular al evenimentelor, l-a considerat "caracterial un hoț", și de asemenea, un "bandit mai puțin comun pentru rapiditatea de spirit, viclenie, curaj, și o anume generozitate".90 În 1902, când Crocco a fost transferat la închisoarea din Portoferraio, a venit un grup de studenți la Medicină Legală de la Universitatea din Siena, însoțiți de profesorul Salvatore Ottolenghi, cu scopul de a intervievacondamnații. Ottolenghi a avut o conversație cu Crocco, considerându-l "adevăratul reprezentant al banditismului în timpul său glorios", numindu-l "Napoleon al hoților".91
Interviul a fost publicat anul următor de un student al lui Ottolenghi, Romolo Ribolla, în opera Voci dell'ergastolo. În timpul conversației fostul tâlhar, deja bătrân, cu probleme fizice și renegându-și trecutul92, a relatat pe scurt viata lui, plângând câteodată; l-a lăudat pe Garibaldi, Victor Emmanuel al II-lea pentru că i-a acordat grațierea (deși , în scrierile autobiografice, a mulțumit nu pentru viața sa, ci pentru că a i-a scutit familia "de rușinea de a li se spune:" Sunteți nepoțtii spânzuratului""),93 declarând, de asemenea, că a fost șocat de asasinarea regelui succesor Umberto I, care a fost ucis de către anarhistul Gaetano Brescia.94 Dorința lui era să moară în orașul natal, care din păcate nu s-a împlinit. Crocco a murit în închisoarea din Portoferraio în 18 iunie 1905, la vârsta de 75 de ani.

## Viața personală
Crocco a fost inițial legat de o femeie pe nume Olimpia. Mai târziu, când a devenit comandant al unei armate de revoluționari, a avut o aventură cu Maria Giovanna Tito, cunoscută când hoața s-a alăturat trupei sale.95 De atunci ea l-a urmat cu fidelitate, terminând relația lui Crocco cu Olimpia. Tito a fost abandonată apoi de jefuitor, care a fost obsedat de o femeie din trupa lui Agostino Sacchitiello, locotenentul lui Crocco din Sant'Agata di Puglia. În ciuda sfârșitului relației lor, Maria Giovanna a continuat să lucreze sub conducerea lui Crocco, până în 1864, când a fost arestată95 A mai avut o relație trecătoare cu Filomena Pennacchio, care mai târziu a devenit concubina subordonatului său  Giuseppe Schiavone..

## Autobiografia
În timpul detenției sale, hoțul a început să-și scrie autobiografia, realizată în două manuscrise (au fost de fapt trei, dar unul, fiind în posesia profesorului Penta, s-a pierdut).88 Cel mai cunoscut este cel elaborat cu ajutorul lui Eugenio Massa, un căpitan al armatei regale, interesat de evenimentele unde Crocco a fost protagonist.
Massa, care i-a recunoscut abilitățile de lider ("dacă ar fi trăit în Evul Mediu, ar fi putut ajunge un conducător de mercenari")96 a publicat povestea lui Crocco, atașând interogarea lui Caruso, într-o carte numită Gli ultimi briganti della Basilicata: Carmine Donatelli Crocco e Giuseppe Caruso (1903) (Ultimii jefuitori din Basilicata:Carmine Donatelli Crocco și Giuseppe Caruso ). Lucrarea a fost republicată de mai multe ori după război de către mai mulți autori, cum ar fi Tommaso Pedio (Manduria, Lacaita, 1963), Mario Proto (Manduria, Lacaita, 1994) și Valentino Romano (Bari, Adda, 1997). Cealaltă versiune a autobiografiei , ce nu a suferit nici o revizuire lingvistică, a fost publicată de către antropologul Francesco Cascella în opera Il brigantaggio: ricerche sociologiche ed antropologiche (1907), cu o prefață de Cesare Lombroso.
După cum s-a menționat deja, amintirile lui Crocco transcrise cu căpitanul Massa sunt încă subiect de dezbatere și au fost ridicate îndoieli cu privire la autenticitatea scrierilor sale. Potrivit lui Tommaso Pedio, unele episoade povestite nu corespund realității sau nu sunt reconstruite în mod fidel ,97 Benedetto Croce credea că amintirile erau "mincinoase".98
Del Zio l-a considerat pe Crocco autor al documentului, având în vedere "modul de scriere, cunoașterea exactă a oamenilor, locurilor, orașelor, campaniilor, și inițialele celor citați,"99, dar a definit povestea trasă de păr; pentru el Crocco "minte în multe părți, exagerează în altele, ascunde aproape tot timpul și constant brutalitățile și mizeriile sale".99 Indro Montanelli a declarat că aceasta este o compoziție "răsfățată de accent și de reticență, dar nu lipsită de indicii despre viața de tâlhari, și destul de sinceră. "100

## Locotenenții lui Crocco
Printre locotenenții lui Crocco se numără:
- Giuseppe Nicola Summa poreclit "Ninco Nanco" din Avigliano - el a devenit un răufăcător după evadarea din închisoare, unde a fost condamnat pentru uciderea unuia dintre atacatorii săi,care în urma unei lupte, i-a procurat o lungă convalescență. El s-a alăturat trupelor lui Crocco, devenind unul dintre cei mai buni locotenenți ai săi, cunoscut pentru brutalitatea lui, chiar dacă el a dat dovadă și de gesturi generoase. El a fost ucis în timpul unei ambuscade de către Garda Națională.
- Giuseppe Caruso poreclit "Zi Beppe" din Atella - paznic agricol, a devenit un jefuitor în 1861, după ce a ucis o gardă națională. Și-a trădat șeful constituindu-se autorităților, iar informațiile sale au fost cruciale în capturarea trupelor lui Crocco. El a fost recompensat cu postul de pădurar în Monticchio.
- Vincenzo Mastronardi poreclit "Staccone" din Ferrandina - evadat din închisoare pentru infracțiuni comune în 1860, precum Crocco a aderat la revoltele unitare și nu a primit grațierea, el s-a alăturat jefuitorului, devenind unul dintre cei mai importanți subordonați ai săi. Capturat, el a fost ucis în mod misterios  în 1861
- Teodoro Gioseffi poreclit "Caporal Teodoro" din Barile - paznic agricol. Arestat, el a fost condamnat la muncă silnică pe viață.
- Giuseppe Schiavone poreclit "Sparviero", din Sant'Agata di Puglia - fost sergent bourbonic Bourbon care a aderat tâlharilor lui Crocco pentru a evita să depună jurământ în armata italiană. Nu era un tâlhar foarte atroce; a fost condamnat la moarte prin impuscare.
- augustin Sacchitiello din Bisaccia - a acționat în Irpinia angajat de Crocco. El a fost arestat în 1864.
- Giovanni Fortunato poreclit " Coppa " din San Fele - a fost probabil cel mai notoriu și nemilos dintre locotenenții săi, Crocco l-a numit "cel mai feroce dintre toți".101 Fiul nelegitim al unui baron și unei femei comune, a fost crescut de familia lui Crocco , care a fost foarte atașat de el , iar apoi a fost adoptat de către o altă familie . S-a înrolat în armata bourbonică și a revenit la San Fele după căderea Regatului celor Două Sicilii , a fost insultat și bătut de săteni. Furios din cauza insultelor primite , el s-a alăturat trupei prietenului său . El a devenit un bandit atât de crud încât era temut chiar și de proprii săi camarazi și nu simțea milă nici pentru cei apropiați de el ,în așa fel încât a ucis pe fratele său pentru că a jefuit o fermă fără consimțământul său .102 Fortunato a fost asasinat în iunie 1863 în circumstanțe neclare . Potrivit unor martori a fost ucis de Donato Fortuna " Tortora " , ca răzbunare pentru un viol împotriva soției lui, Emily , dupa ce a primit permisiunea de la Ninco Nanco , care a fost șocat de ce s-a întâmplat.103 Cu toate acestea , într-un interviu din 1887 , Francesco " Tinna " Fasanella admite că a fost el autorul crimei , deoarece considera pe Fortunato un hoț care " a vrut in fiecare zi pe cineva să omoare " .104
- Pasquale Cavalcante din Corleto Perticara -fost soldat bourbonic care revenit în orașul natal, a fost umilit . O gardă națională , în timpul unei discuții cu mama sa , a bătut-o și i-a rupt o coastă . Cavalcante și-a răzbunat mama prin uciderea agresorului . Unindu-se armatei lui Crocco , a fost unul dintre comandanții cavaleriei . Capturat după ce a fost demascat de  Gennaro Aldinio , pentru a obține poziția de receptor în Lagonegro , a fost condamnat la moarte în Potenza în 1 august 1863. Înainte de a muri, a spus :

|  | Îmi merit moartea pentru că am fost foarte crud cu mulți din cei care au căzut în mâinile mele . Dar merit de asemenea și milă și iertare , pentru că m-au împins spre crimă împotriva naturii mele. Am fost un sergent al lui Francesco al II-lea , și întors acasă ca un vagabond , mi-au smuls cascheta militară , mi-au rupt uniforma , mi-au scuipat în față și nu mi-au dat un moment de liniște făcându-mă sa sufăr zilnic insulte și maltratări , au încercat să-mi dezonoreze chiar și o soră : orbit de furie și rușine nu am găsit altă formă de răzbunare pentru mine decât cea a pădurii și așa din cauza unora am devenit feroce și crud împotriva tuturor, dar aș fi trăit cinstit , dacă m-ar fi lăsat în pace . Acum voi muri acceptându-mi soarta și Dumnezeu să vă ferească de ghinionul meu . | — 105 |

- Francesco Fasanella poreclit "Tinna" din San Fele - militar al armatei bourbonice, s-a întors în orașul său și a fost batjocorit pentru că a servit Bourbonii, în special de către Felice Priora, un locotenent în Garda Națională. Într-o zi Priora îl lovește, Tinna l-a împins la pământ și a fugit în pădure devenind un răufăcător. Soția sa, suspectată de complicitate, a fost împușcată la ordinul lui Priora. Aceasta era însărcinată în luna a șaptea.106 Tinna, furios, a ucis locotenentul și s-a alăturat armatei lui Crocco. Se predă în mod voluntar în 1863 și a fost condamnat la douăzeci de ani de închisoare. El a fost eliberat în 1884 și s-a întors în orașul natal.
- Donato Antonio Fortuna poreclit "Tortora" din Ripacandida - cioban, fost militar bourbonic, a devenit fugitiv după ce a refuzat să se alăture armatei lui Savoia. El a moștenit, la cererea lui Crocco, trupele banditului Di Biase după moartea acestuia. A fost constituit în Rionero de către directorul siguranței publice, în 1864, a fost condamnat la muncă silnică pe viață.
- Vito di Gianni poreclit "Totaro" din San Fele - fost polițist bourbonic, a fost printre ultimii locotenenții aduși în fața justiției, punând capăt hegemoniei bandelor lui Crocco. El a fost arestat în februarie 1865 convins să se predea de Giuseppe Lioy, un preot din Venosa, căruia Totaro i-a spus sec: "am fost călcați în picioare: noi ne-am răzbunat, asta e" 107

## Crocco în cultura populară

### Spectacole
- Carmine Crocco este personajul principal al spectacolului "La storia bandita", care are loc în fiecare an în timpul lunilor de vară, în Parcul Grancìa din Brindisi di Montagna, la care asistă mii de oameni anual (în 2000, au fost 3000 de spectatori).108 Evenimentul este organizat de artiști precum: Michele Placido, Jean-François Touillard, Orso Maria Guerrini, Nanni Tamma și Lina Sastri. Tommaso Pedio a fost consultantul istoric. Muzica a fost compusă de Antonello Venditti, Lucio Dalla, Eddy Napoli, Luciano Di Giandomenico și David Petrosino.
- În 1980 scriitorul Raffaele Nigro a centrat piesa sa "Il grassiere" în jurul poveștii lui Crocco și altor tâlhari precum Caruso, Ninco Nanco și Filomena Pennacchio în antiteză cu personajul fictiv "ofițerul taxelor", numit în mod corespunzător Grassiere. Lucrarea a fost realizată de către compania teatrală Gruppo Abeliano din Bari, în toată Italia, în sezonul 1981/1982. Crocco a fost interpretat de Raffaele Antini.
- În 2005, pentru a comemora centenarul morții sale, "Asociația Culturală Skene" din Rionero a pus în scenă comedia intitulată "Balada generalului Crocco", scrisă și regizată de profesorul Mauro Corona.
- Un alt spectacol, conceput și creat de către Corona, care se repetă în fiecare an, în luna iulie, tot în Rionero, numit "Parada tâlharilor", revizitare istorică a epopeii jefuitorilor, pusă în scenă în centrul istoric al orașului, unde se povestește viața lor, faptele și procesele lui Crocco din 1870 și 1872 în tribunalul din Potenza.
- n 2005 administrația municipală din Portoferraio, guvernată de primarul Caterina Schezzini, a inaugurat un festival de teatru pentru a onora o sută de ani de la moartea sa. Invitatul de onoare a fost scriitorul Vincenzo Labanca, autor al mai multor lucrări despre banditism din Basilicata.109
- Epopeea și viața lui Carmine Crocco se povestesc în spectacolul: Țara Făgăduinței. Bandiți și migranți de Marco Baliani, Felice Cappa și Maria Maglietta (2011).

### Filme și documentare
- Il brigante di Tacca del Luppo (1952) de Pietro Germi, se bazează vag pe vicisitudinile lui Crocco.110
- Apare ca cuceritor al orașului Melfi în al doilea episod din serialul de televiziune L'eredità della priora de Anton Giulio Majano, difuzat pe Rai1 în 1980, interpretat de Gerardo Amato.
- Face o scurtă apariție în filmul O, rege (1989) de Luigi Magni, interpretat de Alfredo Vasco.
- Povestea lui a inspirat I-au numit ... tâlhari! (1999) de Pasquale Squitieri, unde Crocco a fost interpretat de Enrico Lo Verso. Filmul a fost brusc retras din cinematografe.111
- Filmul Darsi alla macchia (2003) de Fulvio Wetzl reconstituie patru episoade inedite din viața lui, prin poveștile orale colectate din rândul persoanelor în vârstă din Rionero și Barile.
- Documentarul ??Carmine Crocco, al tâlharilor general spune povestea banditului din Rionero reconstituind atmosfera acelor ani. Scris de Antonio Esposto și Massimo Lunardelli, a fost produs de Niccolò Bruna pentru asociația Colombre din Torino în 2008.
- În filmul Basilicata Coast to Coast (2010) de Rocco Papaleo, există un personaj numit Carmine (interpretat de Antonio Gerardi).
- Serialul de televiziune Generalul bandiților de Paolo Poeti, transmis pe 12 și 13 februarie 2012 pe RAI 1, se concentrează pe figura istorică a șefului tâlharilor, interpretat de Daniele Liotti.

### Literatură
- Faptele banditului sunt povestite amănunțit în romanul L'eredità della priora de Carlo Alianello, după care a fost creată miniseria de televiziune menționată anterior.
- Maria Rosa Cutrufelli s-a inspirat de la Crocco pentru realizarea romanului  La briganta, unde povestea personajului principal, Margherita, este similară cu cea a hoțului din Rionero.112

### Muzică
- Musicanova, grup fondat de Eugenio Bennato și Carlo D'Angiò, i-a dedicat piesa Il Brigante Carmine Crocco,de pe albumul Brigante se more (1980)
- Cântărețul Grecanico Salentino l-a menționat pe jefuitor și pe Ninco Nanco în melodia Quistione Meridionale, de pe albumul Cum voi deveni un mit (1983), textul a fost compus de scriitoarea Rina Durante, muzica de vărul său Daniel, care a inclus piesa și în albumul E allora tu si de lu sud(2009). Același Grecanico Salentino, convins de fiul lui Daniel, Mauro, a inclus-o și în Focu d'amore (2010).
- Trupa heavy metal Walkyrya, în promoul din 2006, a dedicat lui Crocco piesa The banished story.

### Altele
- Actorul și regizorul Michele Placido e un urmaș al său din partea tatălui.108
- Este mascota susținătorilor echipei de fotbal "CS Vultur Rionero" din orașul natal.
- Tot în Rionero, a fost inaugurat, în noiembrie 2008, un muzeu etnografic în onoarea sa:  La Tavern r Crocc (Taverna lui Crocco)113
- În 2011, Calea Ferată Circumetnea a inaugurat două trenuri electrice construite de Firema, botezate Donatello și Brigante în onoarea banditismului și reprezentantului său.114

## Citate
"Jefuitorul e ca și șarpele, dacă nu-l șicanezi nu mușcă"
(Carmine Crocco)

## Galerie

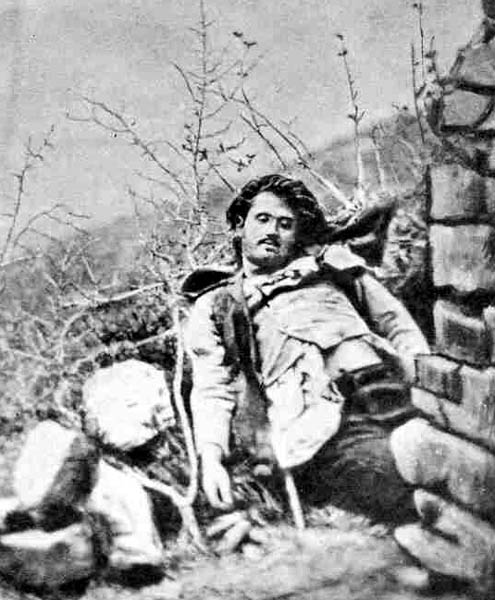
Giuseppe Nicola Summa, nicknamed "Ninco Nanco"
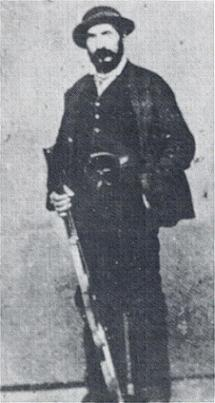
Giuseppe "Zi Beppe" Caruso
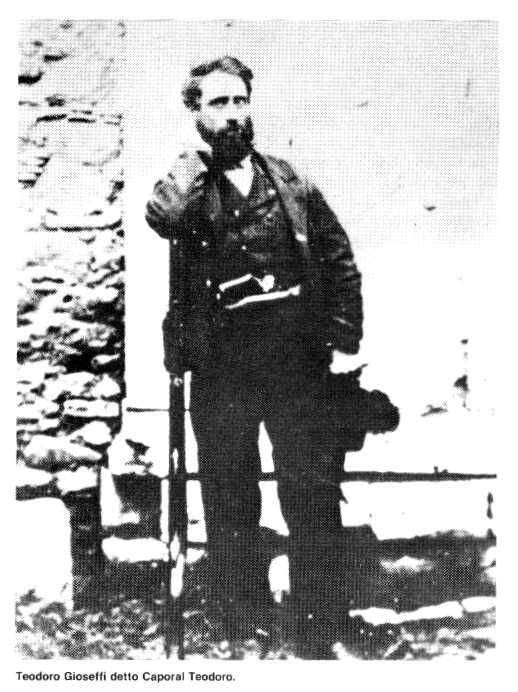
"Caporal" Teodoro Gioseffi
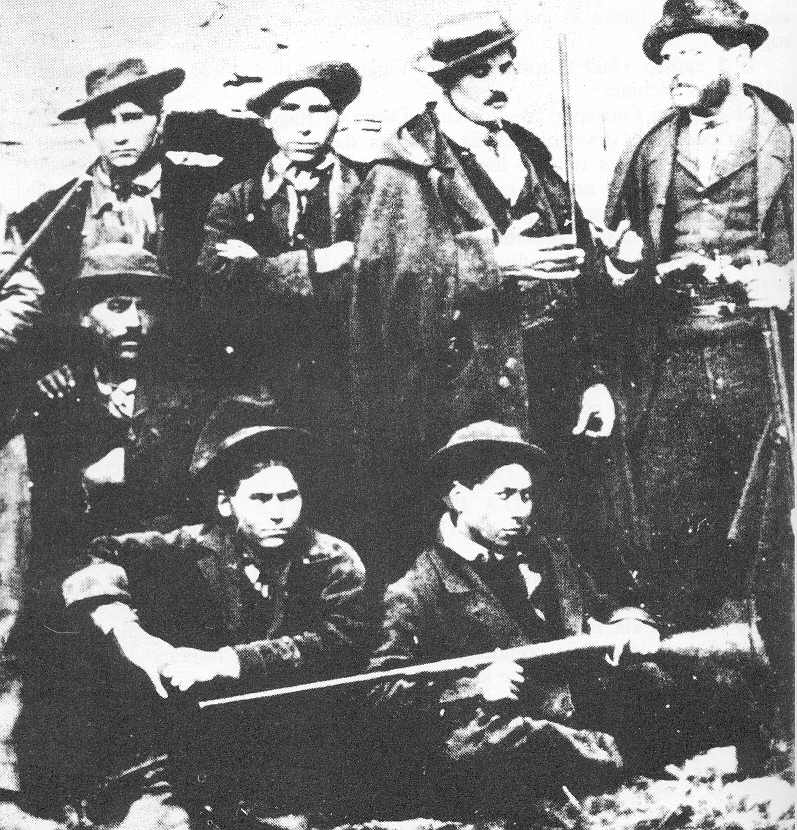
Vito "Totaro" Di Gianni (right) with his men
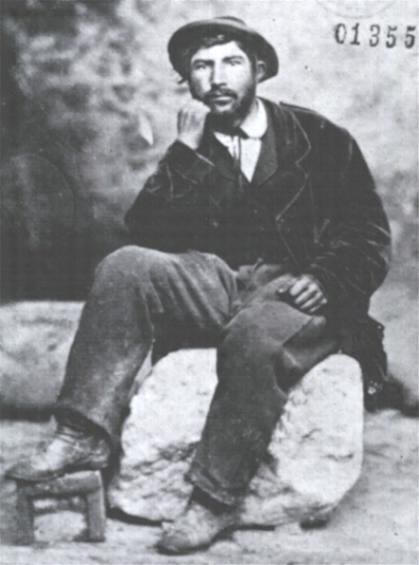
Giuseppe "Sparviero" Schiavone
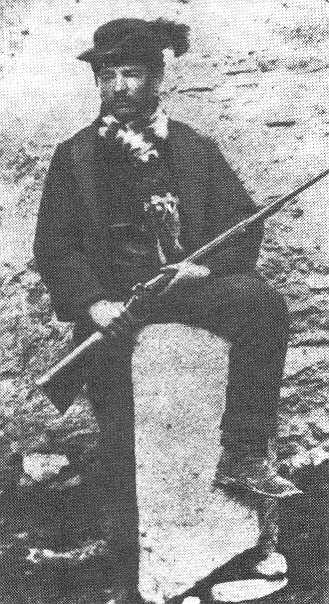
Michele "Il Guercio" Volonnino
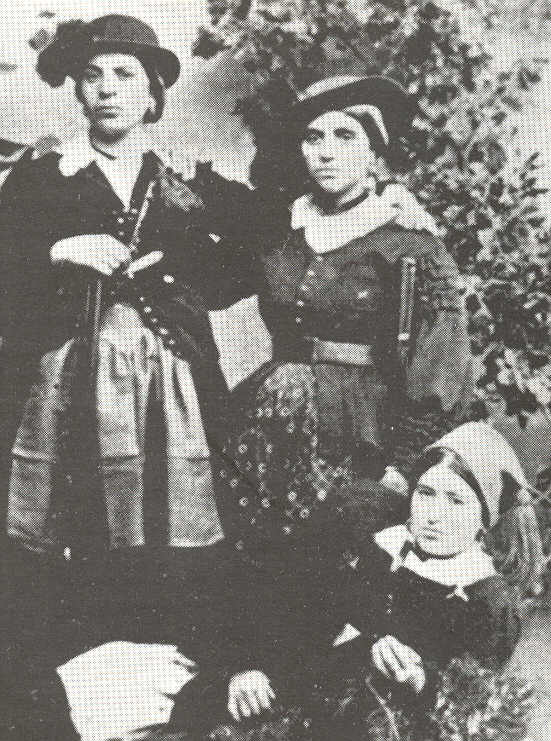
From l. to r.: Filomena Pennacchio, Giuseppina Vitale, Maria Giovanna Tito (Crocco's fiancée)